# Paruline de Sainte-Lucie
Setophaga delicata
Espèce
Statut de conservation UICN

 LC  : Préoccupation mineure
La Paruline de Sainte-Lucie (Setophaga delicata, anciennement Dendroica delicata) est une espèce de passereaux appartenant à la famille des Parulidae.

## Distribution
Cette espèce est endémique à Sainte-Lucie.